# Városi Televízió (Salgótarján)
A Salgótarjáni Városi Televízió városi televízió Salgótarjánban. Műholdas sugárzása 1989.november 4-én indult el. 1993-ig csak műholdról lehetett venni, innentől földi sugárzásban is elérhető. 1995-ben műsoridőn kívül elindította a Info TVS nevű csatornát. 1999 óta kábelen is továbbítják. Ekkor bővült a lefedettsége 10%-ról 30,66%-ra. A TV a város mindennapi életét mutatja be műsoraiban.
2022. november 13-án a csatornát UPC-re kínált meg a Bátonyterenyei Városi Televízióját.